# Новопавловка (Изюмский район)
Новопа́вловка (укр. Новопавлівка) — село, Иванчуковский сельский совет, Изюмский район, Харьковская область, Украина.
Код КОАТУУ — 6322883503. Население по переписи 2001 года составляет 117 (50/67 м/ж) человек.

## Географическое положение
Село Новопавловка находится в 3,5 км от реки Северский Донец (левый берег), рядом с селом проходит железная дорога, станция Диброво, и автомобильная дорога E 40 (М-03). Возле села небольшой пруд.